# الدوري الشمالي الممتاز 1986–87
الدوري الشمالي الممتاز 1986–87 هو موسم من دوري الشمال الممتاز ‏. فاز فيه ماكليسفيلد تاون.